# Heliotropium pinnatisectum
Heliotropium pinnatisectum là loài thực vật có hoa trong họ Mồ hôi. Loài này được R.L. Pérez-Mor. mô tả khoa học đầu tiên.